# Raión de Talachin
Talachin (en bielorruso: Талачынскі раён) es un raión o distrito de Bielorrusia, en la provincia (óblast) de Vítebsk. 
Comprende una superficie de 1 499 km².
El centro administrativo es la ciudad de Talachin.

## Demografía
Según estimación 2010 contaba con una población total de 28 565 habitantes.

## Subdivisiones
Comprende la ciudad subdistrital de Talachin y siete selsoviets:
- Barantsévichy
- Valosava
- Aboltsy
- Kójanava
- Serkavitsy
- Slawnaye
- Talachin